# Carl Anderson (natuurkundige)
Carl David Anderson, Jr. (New York, 3 september 1905 – San Marino (Californië), 11 januari 1991) was een Amerikaans experimentele astrofysicus. Hij is bekend als de ontdekker van zowel het positron – antideeltje van het elektron – als van het muon.

## Biografie
Anderson werd geboren in de stad New York als zoon van de Zweedse immigranten Carl David Anderson Sr. en Emma Adolfina Ajaxson. Hij studeerde fysica en techniek in Caltech (B.S., 1927; PhD., 1930). Onder de supervisie van professor Robert Millikan begon hij met onderzoeken van kosmische stralen (energierijke deeltjes uit de ruimte die de Aardse dampkring binnenvallen) waartijdens hij op 2 augustus 1932 onverwachte deeltjessporen in zijn nevelkamer-foto's ontdekte. Hij stelde correct vast dat deze gecreëerd waren door een deeltje met dezelfde massa als een elektron, maar met tegenovergestelde lading. 
Anderson verkreeg het eerste directe bewijs dat er positronen door gammastralen konden ontstaan die door thoriumcarbide (ThC) worden geproduceerd in andere materialen. Deze ontdekking, die in september 1932 in een kort berichtje in Science werd aangekondigd en die later door anderen werd bevestigd, bevestigde de theoretische voorspelling van Paul Dirac van het bestaan van het positron. Het negatieve elektron kreeg van Anderson de naam "negatron", maar die benaming bleef niet hangen. Voor dit werk deelde Anderson de Nobelprijs voor Natuurkunde in 1936 met de Oostenrijkse fysicus Victor Franz Hess.
Een tweede belangrijke ontdekking deed Anderson in hetzelfde jaar dat hij de Nobelprijs kreeg, namelijk die van het muon in 1936. Samen met zijn promovendus Seth Neddermeyer bestudeerde hij kosmische stralen met behulp van een nevelvat toen hij opmerkte dat in zijn nevelvat sporen te zien waren die sterker kromden dan die van protonen, maar minder sterk dan die van elektronen. Hij trok de conclusie dat het om sporen van een "nieuw" deeltje moest gaan, met vergelijkbare eigenschappen als het elektron maar dan tweehonderd keer zwaarder. Hij noemde het deeltje daarom in eerste instantie mesotron. Later kreeg het elementaire deeltje de naam "μ-meson", afgekort tot muon.
Aanvankelijk dachten hij en Neddermeyer dat ze het meson hadden waargenomen, een deeltje wat Hideki Yukawa in 1935 had gepostuleerd in zijn theorie van de sterke wisselwerking. Het werd echter al snel duidelijk dat het muon niet het door Yukawa gezochte deeltje kon zijn; het drong onder andere veel dieper door in allerlei stoffen.
De ontdekking van het muon stelde fysici voor raadsels omdat het deeltje ‘overbodig’ was – an alien particle from space. De verbaasde reactie van Isidor Isaac Rabi was dan ook “Wie heeft dat besteld?” Het ontdekte muon bleek het eerste van een lange lijst subatomaire deeltjes te zijn die door fysici werden ontdekt.
Gedurende zijn gehele carrière was Anderson verbonden aan Caltech, van 1933 tot 1936 als docent en vervolgens tot 1976 als hoogleraar natuurkunde. Voorafgaand aan de Tweede Wereldoorlog werd Anderson door Arthur Compton gevraagd om een leidende rol te spelen in het Amerikaanse atoomprogramma wat later het Manhattanproject zou gaan heten, maar Anderson sloeg het voorstel af. Daarentegen richtte hij zich tijdens de Tweede Wereldoorlog op de ontwikkeling van een raket met een vastebrandstofmotor voor de Amerikaanse marine, technologie die tijdens de bestorming van de stranden van Normandië werd gebruikt.
Hij was getrouwd met Lorraine Elvira Bergman; ze hadden twee zonen, Marshall en David. Anderson overleed in 1991 en ligt begraven op Forest Lawn Memorial Park (Hollywood Hills).

## Publicaties
Het grootste deel van Andersons onderzoeken en ontdekkingen zijn gepubliceerd in Physical Review en Science, waaronder:
- C.D. Anderson (1932). The Apparent Existence of Easily Deflectable Positives. Science 76 (1967): 238-9. DOI: 10.1126/science.76.1967.238.
- C.D. Anderson (1933). The Positive Electron. Physical Review 43 (6): 491-4. DOI: 10.1103/PhysRev.43.491.

## Erkenning
Naast de Nobelprijs in 1936 werd hij ook onderscheiden met een Gouden Medaille van het American Institute of the City of New York (1935), eredoctoraat van de Colgate University (1937), de Elliott Cresson Medal van het Franklin Institute (1937), de Presidential Certificate of Merit (1945) en de John Ericsson Medal van de American Society of Swedish Engineers (1960).